# محطة كلينتون للطاقة النووية

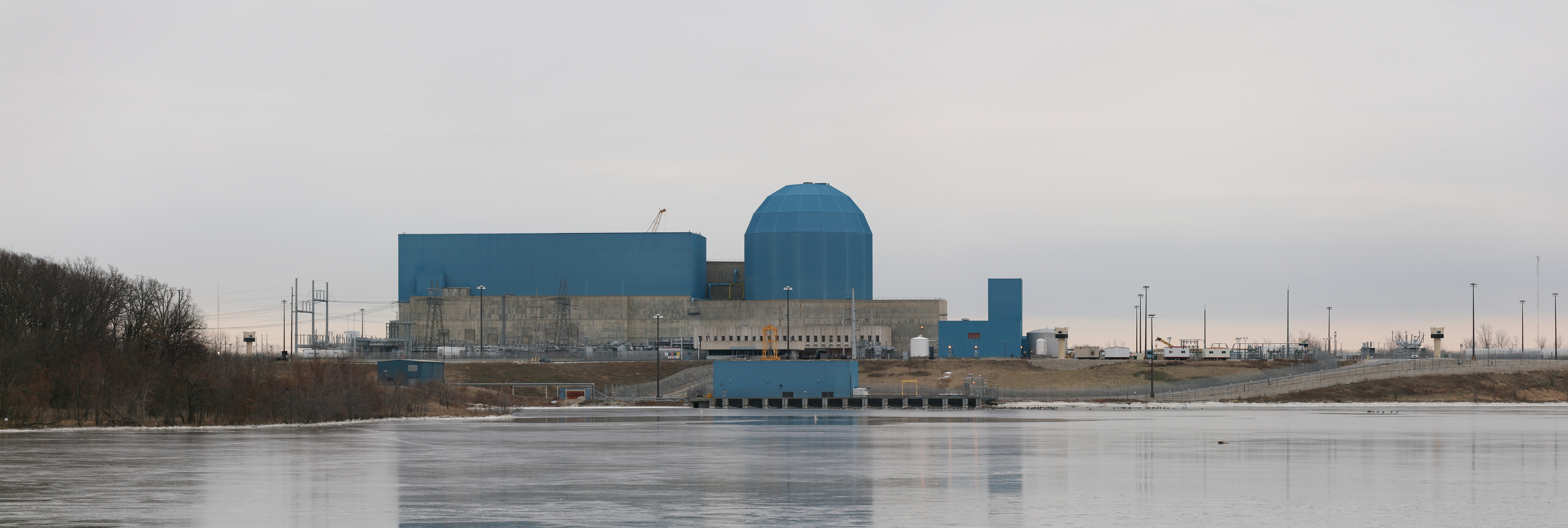
محطة كلينتون للطاقة النووية

محطة كلينتون للطاقة النووية هي محطة للطاقة النووية تقع بالقرب من كلينتون بولاية إلينوي بالولايات المتحدة الأمريكية.

## نبذة
بدأت محطة الطاقة تشغيلها التجاري في 24 نوفمبر 1987 ولديها قدره كهربائية تقدر بـ 1062 ميجاوات. بسبب التضخم وارتفاع التكاليف، بلغت تكلفة البناء النهائية للمحطة 4.25 مليار دولار بما يعادل حاليا(9.37 مليار دولار)، وهي تشكل نسبة 1000 ٪ من الميزانية المرصودة والبالغة 430 مليون دولار وايضا سبع سنوات تأخر عن الجدول الزمني.

## المكونات
تحتوي المحطة على مفاعل ماء مغلي كهربائي من المفاعلات النووية الجيل الثاني. تم إصدار رخصة تشغيل المفاعل الحالي في 17 أبريل 1987، وستنتهي صلاحيته في 29 سبتمبر 2026.

## السكان

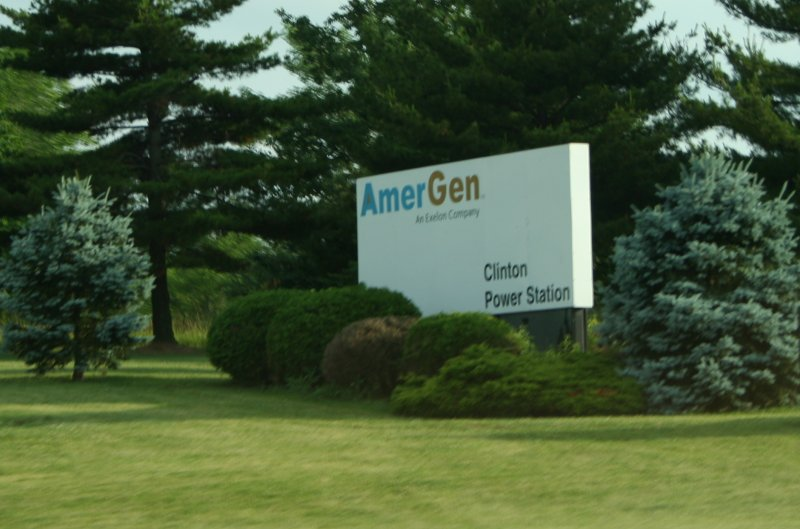
شعار المحطة.

أعلنت هيئة التنظيم النووي منطقتين لحالات الطوارئ حول المحطة:
- منطقة مسار التعرض ويبلغ قطرها 10 أميال (16 كم) ، وتهتم في المقام الأول بالتعرض واستنشاق التلوث الإشعاعي المحمول جواً.[7]
- منطقة مسار الابتلاع ويبلغ قطرها حوالي 50 ميلا (80 كم)، وهي معنية في المقام الأول تناول الطعام والسائل الملوث بالإشعاع.[8]

كان عدد سكان بالمقاطعة لعام 2010 على بعد 10 أميال (16 كم) من كلينتون 14677 نسمة، أي بانخفاض قدره 0.4% خلال 10 سنوات، ووفقاً لتحليل بيانات التعداد الأمريكي بلغ عدد سكان المقاطعة عام 2010 على بعد 50 ميلاً (80 كم) 813658 نسمة، بزيادة قدرها 5.7% منذ عام 2000. وتشمل المدن التي تقع على بعد 50 ميلًا شامبين، وديكاتور، بلومنغتن-نورمال، بالإضافة إلى أجزاء من سبرينغفيلد ومنطقة بيوريا للمترو.

## خطر الزلازل
كان تقرير هيئة التنظيم النووي في أغسطس 2010 لمخاطر حدوث زلزال شديد كل عام بما يكفي لإحداث أضرار جوهرية للمفاعل في كلينتون هو 1 من بين 400،000.